# Bua och Kila
Bua  och Kila är en bebyggelse på Flatön i Morlanda socken i Orusts kommun. Mellan 2015 och 2020 avgränsarde SCB här en småort.